# Cristiana Corsi
Pour les articles homonymes, voir Corsi.
Cristiana Corsi, née le 23 avril 1976 à Rome et morte le 22 février 2016 dans la même ville, est une taekwondoïste italienne.

## Biographie
Cristiana Corsi participe à deux éditions des Jeux olympiques ; elle est en 2000 et 2004 éliminée au stade des quarts de finale et battue en repêchage pour la médaille de bronze. Elle est sacrée championne d'Europe de la catégorie poids plumes en 2002, et termine troisième des Championnats d'Europe 2004 et 2008. Elle remporte aussi une médaille d'argent à l'Universiade d'été de 2003. Retraitée en 2011, elle est mariée et a un fils.
Elle meurt à l'âge de 39 ans des suites d'un cancer.